# Jürgen Kurbjuhn
Jürgen Kurbjuhn (Tilsit, 26 de julho de 1940 - 15 de março de 2014) foi um futebolista alemão que atuava como defensor.

## Carreira
Jürgen Kurbjuhn fez parte do elenco da Seleção Alemã na Copa do Mundo de 1962. 

## Títulos
- DFB-Pokal: 1963–63